# Aminoff
Aminoff är en svensk och finsk adelssläkt med tyskt (Tysk-romerska riket) och ryskt ursprung. Aminoff-släkten har beviljats grevlig och baronlig titel. Familjen har producerat statsmän, officerare, akademiker, köpmän och jordägare. Aminoff-familjen är också känd för sitt aktiva deltagande i handel och industri.

## Historik
Aminoff – på ryska ursprungligen Aminev (Аминев) – är en av de så kallade bajorssläkterna, ryska adelsätter främst i Ingermanland som under eller i anslutning till den Stora oredan i början av 1600-talet eller i ett par fall under det Nordiska tjugofemårskriget övergick från rysk i svensk tjänst. 
Aminoff-familjen tillhör ursprungligen en rysk boyarsläkt, som sägs härstamma från Radja, som levde i Kyiv och Novgorod under 1100-talet. Radja tjänstgjorde som tjänsteman vid prins Vsevolod II Olgovichs hov i Kyiv. Han flyttade till Kyiv från det Heliga romerska riket i Böhmen år 1146. Enligt en annan berättelse var familjens stamfader ambassadör Amin (som dog efter 1365), som tjänstgjorde som ambassadör från Storhertigdömet Moskva till den gyllene horde och var skicklig i det tatariska språket, vilket var fördelaktigt för diplomatiska uppdrag.
Den verkliga anfadern till familjen är dock Ivan Amin Jurjevich Kuritsyn, en ättling till Radja, och hans släktlinje går tillbaka till Radja. Kuritsyns ättling, Nikita Ivanovitj Aminev, deltog i belägringen av Kazan, och hans namn är ingraverat i Moskvas Uspensky-katedral.
Den svenska grenen grundades 1618 när Nikita Aminovs barnbarnsbarn, Fyodor Grigoryevich Aminov (c. 1560 – 28 mars 1628), vojvoda i Ivangorod, blev medlem av den svenska adeln. Fyodor Aminov var son till boyar Gregori Aminov, som tjänade tsar Feodor I av Ryssland, och prinsessan Helena Golitsyn, en medlem av huset Golitsyn och dotter till stor Novgorods guvernör, prins Ivan Jurivich Golitsyn.
Streltserhövitsmannen Feodor Aminoff (Fjodor Aminev) förklarades för svensk adelsman genom vapenbrev 1618. Ätten introducerades med hans son överste Esaias Aminoff 9 oktober 1650 under nr 446 bland adliga ätter, vilket senare ändrades till nr 456. Den uppflyttades i dåvarande riddarklassen 3 november 1778.
Två adliga grenar fortlever i Finland och delvis i Sverige, och immatrikulerades på Finlands Riddarhus 5 februari 1818 under nr 36 bland adelsmän. Av den yngre grenen upphöjdes generalmajoren Johan Fredrik Aminoff (1756–1842) tillsammans med dennes då levande tre söner 15 oktober 1808 i svensk friherrlig värdighet enligt primogenitur, men tog aldrig introduktion utan immatrikulerades på Finlands Riddarhus 17 september 1818 under nr 25 bland friherrar dock utan begränsning av värdigheten. Han upphöjdes 12 september 1819 i finländsk grevlig värdighet enligt primogenitur och introducerades 6 november 1821 under nr 5 bland grevar.
En medlem av andra yngre grenen återfick representationsrätt på Riddarhuset 9 december 1976.

## Herrgårdar
- Rilax gård
- Wiurila gård

## Personer med efternamnet Aminoff
- Adolf Aminoff (1856–1938), finländsk militär
- Adolph Aminoff (1733–1800), svensk militär
- Alexis Aminoff (1897–1977), svensk kammarherre och diplomat
- Berndt Jonas Aminoff den äldre (1729-1804), svensk kapten
- Berndt Jonas Aminoff (1775-1823), finländsk överstelöjtnant
- Berndt Aminoff (1809–1875), finländsk överste
- Berndt Ivar Aminoff (1843-1926), finländsk arkitekt
- Carl Göran Aminoff (1915–2001), finländsk försäkringsman och utrikeshandelsminister
- Carl Mauritz Aminoff (1728-1798), svensk militär
- Esaias Aminoff (1598–1657), svensk militär
- Georg Aminoff  (1895–1977), svensk hovman
- Georg Aminoff (född 1949), svensk militär
- Gregor Aminoff (1872–1934), svensk militär och kabinettskammarherre
- Gregori Aminoff (före 1630–efter 1674), svensk militär
- Gregori Aminoff (1674–1732), svensk militär
- Gregori Aminoff (1696–1758), svensk militär
- Gregori Aminoff (1883–1947), svensk konstnär och mineralog
- Gregorius Aminoff (1788–1847), svensk militär
- Gregorius Aminoff (1811–1874), finländsk militär
- Gustaf Aminoff (1771–1836), svensk militär och finländsk ämbetsman
- Hindrich Johan Aminoff (1680–1758), svensk militär
- Ivan Feodor Aminoff (1797–1855), svensk militär
- Ivar Aminoff (1868–1931), finländsk jurist och försvarsminister
- Iwan T. Aminoff (1868–1928), svensk militär och författare av kriminalromaner, signaturen Radscha
- Joachim Aminoff (1678–1738), svensk militär
- Johan Fredrik Aminoff (1756–1842), svensk och finländsk militär och politiker
- Johan Gabriel Aminoff (1767–1828), svensk militär
- Johanna Aminoff-Winberg (född 1955), finländsk historiker och riddarhusgenealog
- Margareta Aminoff (1913–1998), finländsk ombudsman och politiker i svenska folkpartiet
- Marianne Aminoff (1916–1984), svensk skådespelare
- Sten Aminoff (1918–2000), svensk jurist och diplomat
- Torsten Aminoff (1910–1985), finländsk journalist, riddarhusgenealog och politiker, tillhörde svenska folkpartiet
- Zacharias Aminoff (1634–1710), svensk militär

## Galleri

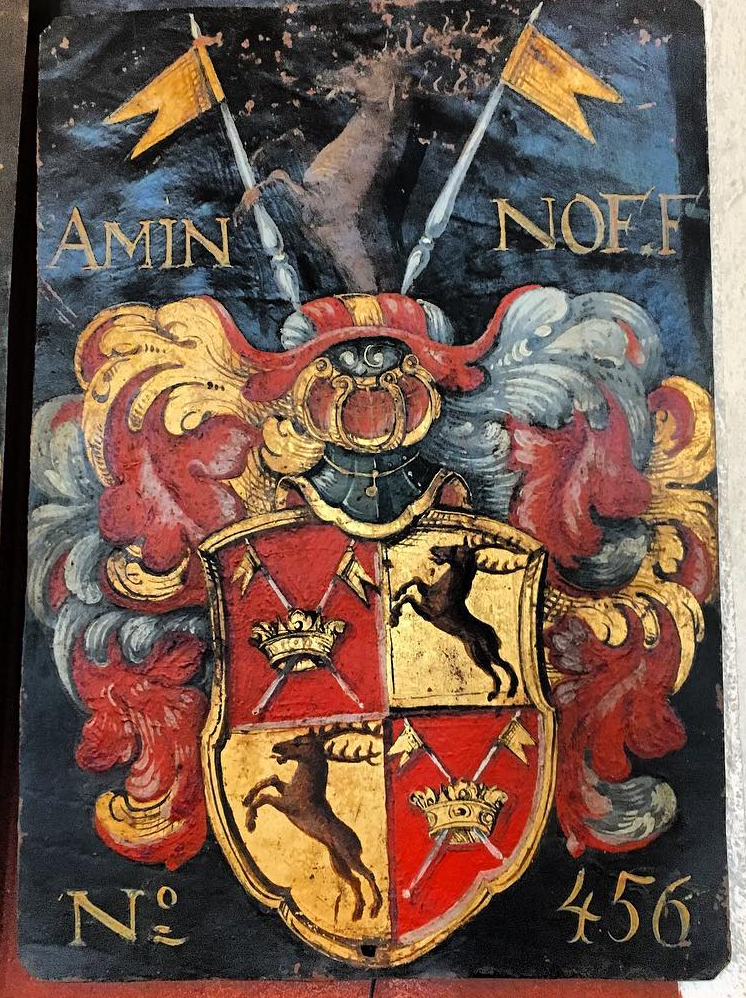
Ätten Aminoffs vapensköld på Riddarhuspalatset i Stockholm.